# Teatro comunitário
Teatro comunitário (ou teatro da comunidade) refere-se à performance teatral feita em relação a uma comunidade em particular - seu uso inclui teatro feito por, com ou para a comunidade. Pode referir-se ao teatro que é feito inteiramente por uma comunidade sem ajuda externa, à colaboração entre os membros da comunidade e artistas de teatro profissional, ou à performance de profissionais dirigida a um grupo em particular. Teatro comunitário é aquele da comunidade, na medida em que pode desenvolver o espírito comunitário e sensibilidades artísticas de quem participa , seja como produtores ou espectadores e membros.
Teatros comunitários variam em tamanho desde pequenos grupos liderados por indivíduos isolados que realizam em espaços emprestados até grandes companhias permanentes com instalações próprias bem equipadas. Teatro da comunidade é muitas vezes concebido e pode recorrer a formas populares de teatro , como o carnaval, circo, e desfiles , bem como os modos de desempenho de teatro comercial.
Em Portugal, na Escola Superior de Teatro e Cinema, existe um mestrado de 2 anos em teatro comunitário.

## No mundo

### América do Sul
Em parte inspirado pela interpretação da cultura de Antonio Gramsci, o seminal do teatro profissional Augusto Boal desenvolveu uma série de técnicas conhecidas como o Teatro do oprimido, esse trabalho originou o teatro comunitário na América Latina.

### Reino Unido
No Reino Unido, o termo "teatro comunitário" às vezes é usado para distinguir teatro feito por artistas de teatro profissional com ou para comunidades específicas daquele feito inteiramente por não-profissionais, o que é geralmente conhecido como "teatro amador" ou "teatro de amadores .. " praticantes notáveis incluem Joan Littlewood e a sua Oficina de Teatro, John McGrath e Elizabeth MacLennan e a sua companhia 7:84, Welfare state Internacional. e Ann Jellicoe fundador da Colway Theatre Trust, agora conhecido como o Teatro Claque e gerido pelo praticante inglês Jon Oram.

### Países Baixos
O teatro da comunidade nos Países Baixos surgiu após o fim do movimento "teatro-em-educação". Este movimento "teatro-em-educação" durou entre 1970-1985. O grande teatro, na Holanda, que foi criado originalmente para "Teatro na Educação" e, posteriormente, teatro da comunidade é o Stut Theatre. Esta ideia sobre teatro foi iniciado em 1977 por Jos Bours e Marlies Hautvast, que depois de iniciarem a criação das primeiras peças para o Teatro Stut, concluíram que este tipo de teatro da comunidade tinha uma abordagem completamente diferente do "teatro-em-educação."

### Estado Unidos
Nos Estado Unidos o teatro comunitário foi uma consequência do movimento pouco teatro, um movimento de reforma que começou em 1912 em reacção a enchentes de espectáculos de melodrama vitoriano no teatro tic. No entanto, o mais antigo grupo de teatro da comunidade existente no país, o Footlight Clube, existe desde o século XIX e é realizado todos os anos desde 1877. A Associação Americana de Teatro Comunitário representa teatros comunitários nos Estados Unidos, seus territórios e suas bases militares ao redor do mundo.

### Canadá
O teatro Passe Muraille enviou um grupo de técnicos de espaço cênico a comunidades rurais para registar histórias, canções, dizeres e modos de vida. O uso da criação colectiva foi assim levado a uma escala inédita e se espalhou através do Canadá. O teatro Passe Muraille facilitou a primeira produção de Codco, que utilizou experiências da cultura de Terra Nova nos seus espectáculos.

### Austrália
Na Austrália Ocidental existem um número substancial de grupos de teatro comunitário que se formaram para estabelecer o Theatre Association. A grande percentagem de grupos de teatro comunitário utilizam um website partilhado para publicitarem e divulgarem novos eventos de produção.

### Índia
Teatro do oprimido, uma forma de teatro comunitário fundado por Augusto Boal é praticado em Centre for Community Dialogue and Change no Bangalore e Janasanskriti em Kolkatta.